# Carl Minster

Carl Minster (um 1916)

Carl Minster (* 25. Februar 1873 in Edenkoben; † 11. September 1942 in Berlin) war ein deutsch-amerikanischer sozialrevolutionärer Publizist. Zeitweise in die Vereinigten Staaten ausgewandert, war er nach seiner Rückkehr nach Deutschland Mitglied der SPD war dann später unter anderem Mitglied der KPD, der USPD und der SAP. Er stand nach dem Ersten Weltkrieg auch den separatistischen Kreisen im Rheinland nahe. Nach dem Beginn der nationalsozialistischen Herrschaft wirkte er im Saargebiet gegen den Anschluss an das Reich. Vom Volksgerichtshof wurde er schließlich zum Tode verurteilt.

## Frühe Jahre
Seine Eltern Georg Minster und den dessen Ehefrau Margarete Sachs führten einen Krämerladen. Auch Carl erlernte einen kaufmännischen Beruf. Im Jahr 1896 wanderte in die USA aus. Dies dürfte mit der Verurteilung seines Bruders Gustav wegen Landesverrats in Zusammenhang gestanden haben. Zwischen 1901 und 1906 arbeitete er als Redakteur für die Neuyorker Volkszeitung. Nach einigen Angaben war er auch Korrespondent für eine Reihe von sozialdemokratischen Zeitungen wie dem Vorwärts oder der Wiener Arbeiterzeitung. Er hat sich wohl auch in der deutschsprachigen Arbeiterbewegung in den USA engagiert. Auch der Socialist Party hat er nahegestanden. Seit 1905 war er amerikanischer Staatsbürger. Er heiratete 1905 in New York Helene Schumann (1884–1936) die aus Altona stammte.
Er kehrte nach Deutschland zurück und arbeitete 1913 für den Remscheider Teil der in Solingen erscheinenden Bergischen Arbeiterstimme. Ein Jahr später wechselte er zur Niederrheinische-Arbeiter-Zeitung nach Duisburg.

## Innerparteiliche Opposition
Er kritisierte die Zustimmung der SPD-Reichstagsfraktion zu den Kriegskrediten. Seit 1916 beteiligte er sich an von der Spartakusgruppe um Karl Liebknecht herausgegebenen politischen Briefen. Weil er die Niederrheinische-Arbeiterzeitung in den Dienst der innerparteilichen Opposition gestellt hatte, sorgte der Berliner Parteivorstand für seine Entlassung. Der Protest von Duisburger Vertrauensleuten dagegen half nichts. An einer Wahlkreiskonferenz, die endgültig über die Entlassung entschied, nahmen sogar Friedrich Ebert und Otto Braun teil.
Stattdessen gründete er 1916 das Mitteilungsblatt des sozialdemokratischen Vereins Duisburg, dass kurze Zeit später unter dem Titel Der Kampf. Sozialistisches Propagandaorgan für Rheinland und Westfalen erschien. Statt monatlich erschien das Blatt nun wöchentlich. Das Verbreitungsgebiet beschränkte sich allerdings insbesondere auf das westliche Ruhrgebiet. Die Auflage lag nur bei etwa 1800 Exemplaren. Die Zeitung orientierte sich eng an der Haltung von Karl Liebknecht und der Spartakusgruppe. Dagegen wandte es sich gegen Georg Ledebour als Organisator der USPD. Einige Zeit später wurde Minster auch Redakteur des Braunschweiger Volksfreund. Bald zog er selbst nach Braunschweig und übte auf die Zeitung Der Kampf nur noch von der Ferne Einfluss aus. Beim Streit um den Volksfreund zwischen Anhängern der USPD und der MSPD setzte sich die Mehrheitspartei durch und Minster wurde entlassen.

## Emigration in die Niederlande
Als er 1917 zum Militär einberufen werden sollte, floh er über die Grenze in die Niederlande. In Amsterdam gab er den Kampf als Wochenblatt heraus. Dieses wurde heimlich in Deutschland verbreitet. Darin schrieben unter anderem Franz Mehring, Eduard Bernstein, Willi Münzenberg, Klara Zetkin und Karl Radek. Das Blatt ist eine wichtige Quelle für die Vorgeschichte der Gründung der KPD. Unterstützt wurde er von holländischen Sozialisten. Minster spielte bald auch eine wichtige Rolle unter den verschiedenen Gruppierungen deutscher Emigranten und Deserteure in Holland. Diese hat er in einer Organisation zusammengeschlossen. Die deutsche Abwehr verdächtigte Minster der Zusammenarbeit mit gegnerischen Geheimdiensten. Wie Henning Köhler 1972 herausfand, wurde Der Kampf tatsächlich vom französischen Geheimdienst finanziert. Es gelang den Deutschen, ihn Ende 1917 über die Grenze zu entführen und gefangen zu nehmen. Man warf ihm vor, durch Flugblätter zu Streiks aufgerufen zu haben. In den Niederlanden erregte sein Fall großes Aufsehen in der Presse. Auch das Parlament befasste sich mit dem Fall. Dies verhinderte offenbar die Verurteilung von Minster. Sein Blatt konnte bis Ende 1918 in Amsterdam weiter erscheinen. Zuletzt war daran Wilhelm Pieck maßgeblich beteiligt.

## Zeit der Weimarer Republik
Im Zuge der Novemberrevolution kam Minster in Freiheit. Nach der Novemberrevolution arbeitete er für das in Düsseldorf erscheinende kommunistische Blatt Die Freiheit. Da er weiterhin von der Polizei beobachtet wurde, benutzt Minster eine Reihe von Decknamen. Im Jahr 1919 schloss er sich der Kommunistischen Arbeiterpartei Deutschlands (KAP) an und baute deren Ortsgruppe in Frankfurt am Main auf. Die Gruppe soll 1500 Mitglieder gehabt haben. Er verfügte über französische Papiere und wurde als Anhänger separatistischer Bestrebungen angesehen. Dies führte 1920 zu einer kurzfristigen Verhaftung.
Im Jahr 1922 war er Redakteur der USPD Zeitung Freiheit in Berlin. Als sich die Partei mit der SPD wiedervereinigte, blieb er der Rest-USPD zunächst treu. In seiner Zeitung Der Weckruf, die als Tageszeitung der Partei in Essen erschien, warb er für eine einheitliche Arbeiterbewegung. Angeblich war er 1923 Mitarbeiter und im Januar 1924 gar Staatssekretär der separatistischen „Regierung“ der Pfalz.
Danach hätte er bis 1928 in Zabern gearbeitet. Wahrscheinlich ist er um diese Zeit wieder in die SPD eingetreten, um sich dort eine Plattform zu schaffen. Er wird in Essen gelebt haben, wo er über gute Kontakte verfügte. Im Jahr 1931 war er einer der Mitbegründer der SAP. Auf der oberen Ebene der neuen Partei spielte er nur eine Nebenrolle. Wichtig war er für den Aufbau der Organisation im Ruhrgebiet. Er gründete die Ortsgruppen in Duisburg und Essen. Für diese war er Redakteur der Rhein-Ruhr-Fackel in Essen. Allerdings wurden nur sporadisch regionale Artikel abgedruckt. Die meisten Inhalte wurden aus Berlin übernommen. Während der innerparteilichen Auseinandersetzungen schlugen sich Minster und sein Blatt auf die Seite der Vorstandsmehrheit um Max Seydewitz.

## Emigration und Tod
Nach dem Beginn der nationalsozialistischen Herrschaft beschloss der Parteivorstand am 3. März 1933 die Auflösung der Partei und empfahl den Mitgliedern, sich der SPD anzuschließen.
Minster versuchte die Arbeit in der Illegalität fortzusetzen. Weil er besonders intensiv gesucht wurde, floh er aber bald ins Saargebiet. Er bemühte sich in der Folge, den Anschluss des Saargebiets an das Deutsche Reich zu verhindern. Er arbeitete für das Saarlouiser Journal und den Saarländischen Generalanzeiger als Redakteur. Er wurde Mitglied der Saarländischen Sozialistischen Partei und der Saarländischen wirtschaftlichen Vereinigung. Für diese Parteien war er auch als Redner tätig. Viele weitere Details der folgenden Zeit, wie seine angebliche Zusammenarbeit mit Frankreich, sind nur aus den späteren Aussagen gegenüber der NS-Justiz überliefert.
Nach der Volksabstimmung und dem folgenden Anschluss an das Deutsche Reich ging Minster 1935 nach Frankreich. Dort hatte er erneut Kontakt zu separatistischen Kreisen, wurde führendes Mitglied und war Redakteur ihrer Zeitung. Diese warb in französischer Sprache vornehmlich für Verständnis für die Emigranten. Im Jahr 1939 wandte er sich von der Gruppe ab. Nach der Niederlage Frankreichs 1940 versuchte er, beim zuständigen Konsulat in Paris als amerikanischer Staatsbürger einen Pass zu erhalten. Weil er seit 1912 nicht mehr in den Vereinigten Staaten gewesen war, wurde dieser ihm verweigert.
Polizeiliche Untersuchungen gegen Minster liefen in Deutschland bereits seit 1939.
Er wurde am 10. Dezember 1941 in Saarbrücken von der Gestapo verhaftet, am 27. Juli 1942 durch den 2. Senat des VGH wegen Vorbereitung zum Hochverrat zum Tod verurteilt. In der Begründung hieß es: „Der Angeklagte ist eine staatsfeindliche Persönlichkeit von solchen Graden, wie sie selten die Gerichte beschäftigt hat. Seine Tätigkeit seit seiner Rückkehr von Amerika nach Deutschland im Jahre 1912 stelle eine lückenlose Kette von Anschlägen gegen den Bestand und die Sicherheit des Reiches dar.“